# Тургор (игра)
| Русскоязычные издания | Русскоязычные издания |
| Издание               | Оценка                |
| --------------------- | --------------------- |
| Absolute Games        | 75 %                  |
| «PC Игры»             | 8/10                  |
| «Страна игр»          | 8/10                  |
| Виртуальные радости   | 8/10                  |

«Ту́ргор» — компьютерная игра в жанре survival adventure/RPG, разработанная Ice-Pick Lodge. Издатель — компания «Новый диск». Игра поступила в продажу 17 апреля 2008 года. Получила награду «Самый нестандартный проект» на Конференции Разработчиков компьютерных Игр в 2007 году.
В том же году игра была выпущена в Польше и Бразилии под названием Tension, а в 2009 году вышла модифицированная версия игры в других странах Европы и Америки под названием The Void. Модификацию выпустили и в России — «Тургор: Голос Цвета».

## Разработка игры
У журналистов возникали вопросы, нет ли в «Тургоре» заимствования из игры Okami (где боевые приёмы также осуществляются посредством рисования), однако авторы «Тургора» познакомились с Okami уже в середине процесса разработки собственной игры.
Первый композитор «Тургора» — Андриеш Гандрабур, однако с лета 2007 года он уменьшал свою занятость на проекте и к осени практически не занимался им. Вторым композитором стал Василий Mushroomer Кашников.
Выход «Тургора» намечался на конец 2007 года, однако произошёл лишь в апреле 2008 года.

## Особенности игры
Игра отличается своеобразным визуальным стилем и предназначена скорее для диалога с игроком, чем для его развлечения. Авторы игры утверждают, что настоящее произведение искусства пробуждает в зрителе (участнике) желание осмысливать увиденное и развиваться дальше, и позиционируют «Тургор» как игру-произведение искусства. Игра сложна для освоения, несмотря на наличие в игре «режима обучения». Жёсткий лимит времени на прохождение, а также наличие сильного фактора случайности заставляют игрока тщательно выстраивать тактику и стратегию прохождения, заранее планировать все свои шаги и далеко не всегда позволяют пройти игру именно с теми результатами, на которые рассчитывал игрок. Многие понятия в игре носят отвлечённый характер, что позволяет рассматривать игру как метафору, описывающую душевное состояние Промежутка, творчества, прорыва души «наверх». Управление в игре сделано в виде рисования Цветом, на любое действие игрока тратится цвет — на разговоры, перемещения по Промежутку, на битвы с существами Промежутка — «недородками».

## Сюжет
Действие происходит во враждебном мире Промежутка, куда игрок попадает с «поверхности». Задача игрока — выжить и выбраться оттуда как можно скорее, для чего требуется заполнить свои «сердца» лимфой нужного цвета. Лимфа — основное вещество в игре, некая субстанция, «пища духа». Она — единственное, что поддерживает жизнь в этом месте. Лимфа содержится в существах и растениях, в самом Промежутке, постоянно перетекает от одного живого объекта к другому; за нею постоянно идёт охота. Игроку приходится собирать её, хранить, «проращивать» — пропускать её через себя, превращая в Нерву. У лимфы есть разновидности, именуемые цветами; цвет определяет качества лимфы.
В промежутке живут Братья и Сёстры: первые поклоняются цвету и охотятся за ним, а также держат Сестёр в заточении и устанавливают табу, запрещающие те или иные действия. Для получения всех концовок игроку приходится нарушать табу и сталкиваться с гневом Братьев. Вторые постоянно жаждут цвета, но братья дают им не больше, чем необходимо для поддержания жизни. В образах Сестёр присутствует влияние японской анимации. Мотивы национальных культур так же затронуты в случае с сёстрами Эхо и Айей (японская), и Авой (египетская). Некоторые Сёстры обладают ключами, позволяющими игроку перемещаться в ранее закрытые для него области Промежутка.

## Дубляж

### Сёстры
- Безымянная Сестра — Гаухар Алдиярова (Елена Кищик в «Голосе Цвета»)
- Ава — Елена Соловьева
- Ута — Елена Борзунова
- Юна — Елена Борзунова
- Ире — Елена Ивасишина (Елена Кищик)
- Эли — Елена Чебатуркина (Елена Борзунова)
- Има — Елена Борзунова
- Яни — Елена Борзунова
- Оле — Елена Соловьева
- Айя — Елена Чебатуркина (Марина Тарасова)
- Эхо — Елена Борзунова (Елена Кищик)

### Братья
- Богомол — Юрий Брежнев
- Китобой — Владимир Антоник (Юрий Брежнев)
- Патриарх — Юрий Брежнев (Владимир Антоник)
- Триумфатор — Борис Репетур
- Броненосец — Юрий Брежнев
- Жонглёр — Борис Репетур
- Надзиратель — Борис Репетур
- Яма — Владимир Антоник
- Монгольфьер — Юрий Брежнев
- Тиран — Владимир Антоник

## Игровой рейтинг и достижения
По завершении игры игроку предоставляется статистика прохождения, содержащая рейтинг прохождения по стобалльной шкале. Рейтинг отражает полноту исследования игры. Зависит от полученной концовки, от числа найденных пасхальных яиц и побеждённых Братьев. Отсутствует в «Голосе Цвета».
В игре присутствует 22 пасхальных яйца.

## Патчи
В июле 2008 года студия «Ice-Pick Lodge» и компания «Новый Диск» представили патч 1.01. Патч исправляет ошибки, вносит изменения в игровой баланс и способствует более удобной игре с помощью графического планшета.

## Отличия Тургора и Голоса Цвета
Версии сильно разнятся по геймплею, монологам, количеству багов и полному переозвучиванию некоторых Братьев и Сестёр. При переиздании было исправлено большее число багов из оригинальной версии, но зарубежный издатель предложил разработчикам сократить монологи и упростить геймплей. Также в игру был добавлен сюжет и задания от Братьев и Сестёр. Были убраны все знаки для общения с Сёстрами, кроме Донора. Также исчезла и цифровая защита StarForce издателя Новый диск. Также из-за оптимизации движка уровни загружаются значительно быстрее. В переиздании отсутствует рейтинг, а также одна из возможных концовок совместного вознесения.